# Het Zinneke
Het Zinneke (în română Corcitura), denumită uneori și Zinneke Pis  (în română Corcitură urinând), este o sculptură de bronz realizată de Tom Frantzen care reprezintă un câine în timp ce urinează pe o bornă metalică. Instalată în 1999, la intersecția străzilor Chartreux / Kartuizers și Vieux Marché aux Grains / Oude Graanmarkt din Bruxelles, statuia a fost comandată de comitetul de cartier din Chartreux pentru a atrage turiștii printr-o creație în spiritul zwanze, umorul tipic bruxellez.
Cu o înălțime de circa 50 cm și amplasată direct pe trotuar, această sculptură stradală bine integrată în elementele înconjurătoare poate sugera o paralelă cu Manneken Pis, mică statuie inaugurată în 1619 și devenită între timp simbolul orașului, și cu replica sa feminină, Jeanneke Pis, inaugurată în 1987.
În dialectul bruxellez, „Zinneke” reprezintă atât un diminutiv al Sennei, râul care traversează Bruxelles-ul, cât și un apelativ care desemnează un câine corcit.
Pe 1 august 2015, micul monument a fost acroșat de un autovehicul. În timpul restaurării sale în atelierul sculptorului, la fața locului a fost montat un afiș explicativ în limbile engleză, franceză și neerlandeză:
Dragi prieteni, îmi cer iertare. Sâmbătă dimineața (01/08) m-a lovit o mașină și mi-a strivit labele din față. Din fericire, grație vecinilor, prietenilor, trecătorilor și poliției din BXL, sunt bine. Mă voi întoarce rapid!
Pe 24 septembrie 2015, după lucrări efectuate în atelierul lui Tom Frantzen, Het Zinneke a fost repusă pe vechiul său amplasament de la intersecția celor două străzi.